# Huntingdon
För andra betydelser, se Huntingdon (olika betydelser).

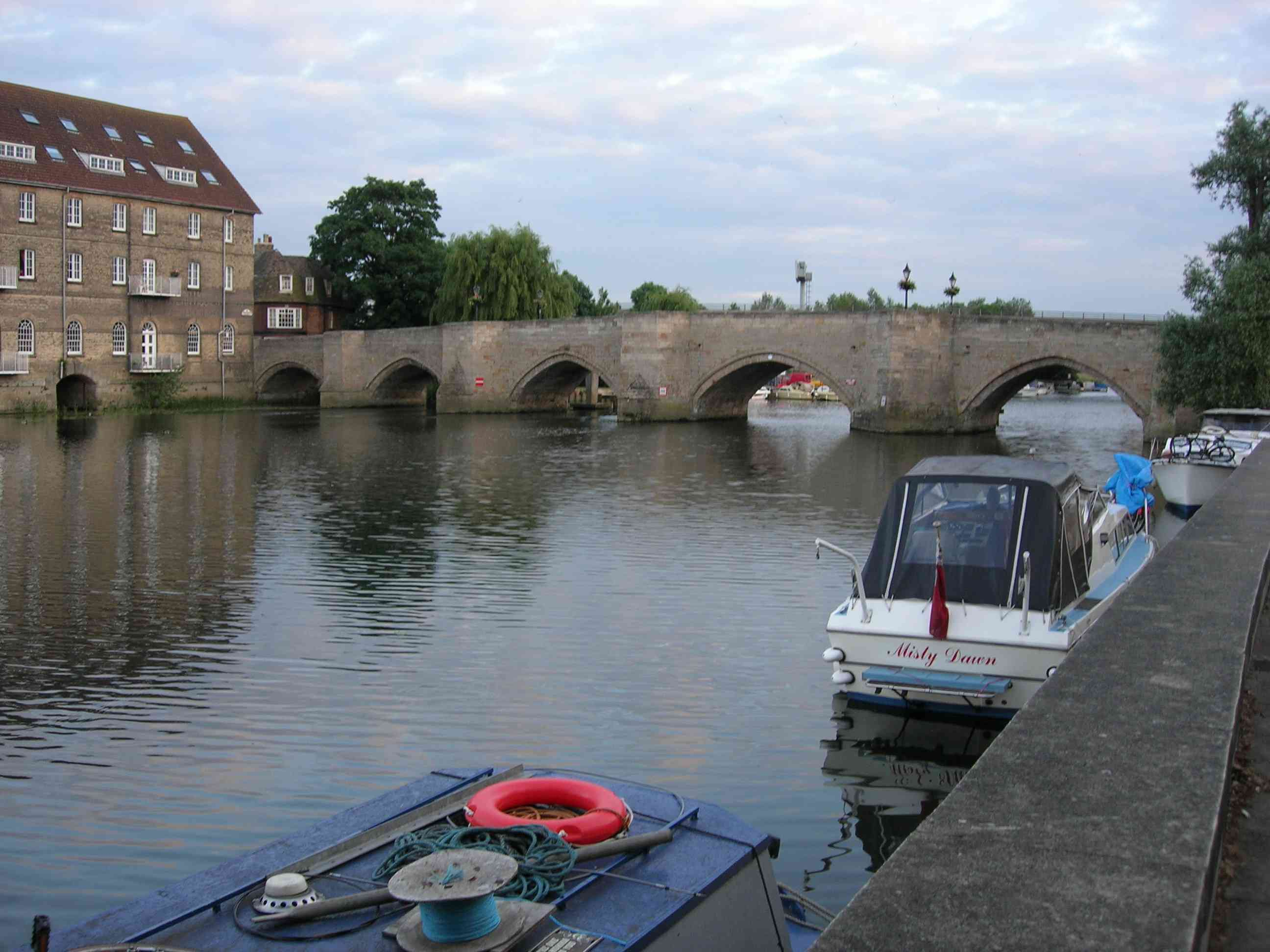
Den gamla bron över Great Ouse till Godmanchester.

Huntingdon är en stad och civil parish i grevskapet Cambridgeshire i England. Staden är huvudort i distriktet Huntingdonshire och ligger vid floden Great Ouse, cirka 25 kilometer nordväst om Cambridge samt cirka 27 kilometer söder om Peterborough. Tätorten (built-up area) hade 23 937 invånare vid folkräkningen år 2011.
Staden fick stadsprivilegier av kung Johan 1205. Huntingdon är känt som den plats där Oliver Cromwell föddes 1599.

## Historia
Huntingdon grundades av anglosaxare och daner där den romerska vägen Ermine Street korsade floden Great Ouse. En välbevarad medeltida bro leder över till Godmanchester, och var den enda vägförbindelsen över floden fram till 1975 då en förbifart (nu A14) byggdes. En medeltida borg som fanns vid bron är numera helt försvunnen. Huntingdon har också haft betydelse som marknadsstad och diligensknutpunkt.
Valkretsen Huntingdon har haft två särskilt kända parlamentsledamöter: Oliver Cromwell under 1600-talet och John Major (1979–2001).

## Omgivningar
Huntingdon ligger på Great Ouses norra sida, med Godmanchester på södra sidan. Öster om Huntingdon ligger St Ives och västerut ligger Brampton. Huntingdon omfattar nu byn Hartford i öster, och utbyggnadsområdena Oxmoor, Stukeley Meadows och Hinchingbrooke i norr och väster.
En av de största blötängarna i England, Portholme Meadow, ligger mellan Godmanchester, Huntingdon och Brampton. Ängen är ungefär 1 km² stor och har många sällsynta gräs-, ört- och trollsländearter. Den är strandmaskrosen Taraxacum palustres enda kända brittiska habitat. Den fungerar också som en naturlig reservoar för överskottsvatten vid översvämningar, vilket minskar översvämningsrisken i närliggande orter. Den har också fungerat som hästkapplöpningsbana och ett tidigt flygfält.
Flygbasen Alconbury Royal Air Force Base ligger cirka 5,5 kilometer nordväst om Huntingdon.